# 국제펜클럽

국제펜클럽(International PEN)은 국제 문학인 단체이다. 영국 런던에서 1921년에 창립되었다.
설립 목적은 세계 각국 작가들간의 우의를 증진하고 상호이해를 촉진하는 것이다. 펜(PEN)이라는 이름은 본래 "시인"(Poets), "수필가"(Essayists), "소설가"(Novelists)의 머릿글자를 따와 만든 것이다. 그러나 현재는 장르 구분 없이 번역작가, 언론인이나 역사가 등 작가 일반을 포함하고 있다. 영국 소설가 도손에 의해 제창되어 각국에 보급되었다. 문필가의 헌법과도 같은 국제 '펜헌장'에 의거하여 운영된다.
국제펜클럽은 표현의 자유 옹호를 위해 노력한다는 목표 아래 국가 권력으로부터 박해받거나 필화로 인해 수감된 작가의 보호와 후원에 앞장서 왔다. 소외된 나라에서 발표된 문학 작품을 번역 출간해 널리 알리거나, 우수한 작품을 발표한 작가에게 문학상을 수여해 문학 발전을 꾀하는 일도 담당한다. 매년 국제펜클럽 회의를 열고 있다.
처음 펜클럽이 설립된 런던에 본부가 있고 프랑스의 파리 시에는 국제펜클럽 회관이 있다. 오스트레일리아 캔버라에는 국제펜클럽을 기념하는 나무가 조성되었다. 세계 104개국에 145개의 펜클럽 센터가 설립되어 있으며, 한국본부는 1954년에 변영로, 주요섭, 모윤숙, 김기진, 피천득 등의 주도로 창립되었다.

## 펜 헌장
1948년에 채택된 펜 헌장의 요지는 다음과 같다.
1. 문학은 국경이 모르며, 정치적, 국제적인 변화에 관계없이 모든 국가에 공통된 것이다.
2. 어떠한 경우에도, 특히 전쟁 중에도, 예술 작품은 인류 전체의 유산이므로 국가적, 정치적 감정에 좌우돼서는 안 된다.
3. 펜클럽 회원은 국가 상호간의 이해와 존중을 증진하기 위해 노력해야 한다. 인종, 계급, 국가적 증오를 배격하며 인본주의를 존중한다.
4. 펜클럽은 표현의 자유를 억누르는 어떤 종류의 억압에도 반대한다.
5. 펜클럽은 언론의 자유를 옹호하며 평시의 검열을 반대한다.

## 유명 회원
- 조지 버나드 쇼
- 허버트 조지 웰스
- 아서 밀러
- 하인리히 뵐